# Psaume 96 (95)
Le psaume 96 (95 selon la numérotation grecque) est appelé en latin Cantate Domino. Il reprend le thème classique de la grandeur de l’Éternel. Ce thème est abordé dans d'autres psaumes, dans le livre des Chroniques et dans le livre d'Isaïe. Cette grandeur de Dieu est opposée aux idoles auxquelles parfois les hommes rendent un culte, et c'est dans ce sens que saint Paul reprend ce psaume dans l'Épître aux Corinthiens. 

## Texte
| verset | original hébreu                                                   | traduction française de Louis Segond                                                                                                   | Vulgate latine |
| ------ | ----------------------------------------------------------------- | --- | --- |
| 1      | שִׁירוּ לַיהוָה, שִׁיר חָדָשׁ; שִׁירוּ לַיהוָה, כָּל-הָאָרֶץ                          | Chantez à Jéhovah un cantique nouveau ! Chantez à l’Éternel, vous tous, habitants de la terre !                                        | [Quando domus aedificabatur post captivitatem canticum huic David] Cantate Domino canticum novum cantate Domino omnis terra |
| 2      | שִׁירוּ לַיהוָה, בָּרְכוּ שְׁמוֹ; בַּשְּׂרוּ מִיּוֹם-לְיוֹם, יְשׁוּעָתוֹ                      | Chantez à Jéhovah bénissez son nom, annoncez de jour en jour son salut !                                                               | Cantate Domino benedicite nomini eius adnuntiate diem de die salutare eius                                                  |
| 3      | סַפְּרוּ בַגּוֹיִם כְּבוֹדוֹ; בְּכָל-הָעַמִּים, נִפְלְאוֹתָיו                             | Racontez parmi les nations sa gloire, parmi tous les peuples ses merveilles !                                                          | Adnuntiate inter gentes gloriam eius in omnibus populis mirabilia eius                                                      |
| 4      | כִּי גָדוֹל יְהוָה וּמְהֻלָּל מְאֹד; נוֹרָא הוּא, עַל-כָּל-אֱלֹהִים                     | Car l’Éternel est grand et très digne de louange, il est redoutable par-dessus tous les dieux ;                                        | Quoniam magnus Dominus et laudabilis valde terribilis est super omnes deos                                                  |
| 5      | כִּי, כָּל-אֱלֹהֵי הָעַמִּים אֱלִילִים; וַיהוָה, שָׁמַיִם עָשָׂה                         | Car tous les dieux des peuples sont des idoles, et l’Éternel a fait les cieux.                                                         | Quoniam omnes dii gentium daemonia at vero Dominus caelos fecit                                                             |
| 6      | הוֹד-וְהָדָר לְפָנָיו; עֹז וְתִפְאֶרֶת, בְּמִקְדָּשׁוֹ                                 | La splendeur et la magnificence sont devant sa face, la gloire et la majesté sont dans son sanctuaire.                                 | Confessio et pulchritudo in conspectu eius sanctimonia et magnificentia in sanctificatione eius                             |
| 7      | הָבוּ לַיהוָה, מִשְׁפְּחוֹת עַמִּים; הָבוּ לַיהוָה, כָּבוֹד וָעֹז                       | Familles des peuples, rendez à l’Éternel, rendez à l’Éternel gloire et honneur !                                                       | Adferte Domino patriae gentium adferte Domino gloriam et honorem                                                            |
| 8      | הָבוּ לַיהוָה, כְּבוֹד שְׁמוֹ; שְׂאוּ-מִנְחָה, וּבֹאוּ לְחַצְרוֹתָיו                      | Rendez à l’Éternel gloire pour son nom ! Apportez des offrandes, et entrez dans ses parvis !                                           | Adferte Domino gloriam nomini eius tollite hostias et introite in atria eius                                                |
| 9      | הִשְׁתַּחֲווּ לַיהוָה, בְּהַדְרַת-קֹדֶשׁ; חִילוּ מִפָּנָיו, כָּל-הָאָרֶץ                      | Prosternez-vous devant l’Éternel avec des ornements sacrés. Tremblez devant lui, vous tous, habitants de la terre !                    | Adorate Dominum in atrio sancto eius commoveatur a facie eius universa terra                                                |
| 10     | אִמְרוּ בַגּוֹיִם, יְהוָה מָלָךְ-- אַף-תִּכּוֹן תֵּבֵל, בַּל-תִּמּוֹט;יָדִין עַמִּים, בְּמֵישָׁרִים    | Dites parmi les nations : L’Éternel règne ; aussi le monde est ferme, il ne chancelle pas ; l’Éternel juge les peuples avec droiture.  | Dicite in gentibus quia Dominus regnavit etenim correxit orbem qui non movebitur iudicabit populos in aequitate             |
| 11     | יִשְׂמְחוּ הַשָּׁמַיִם, וְתָגֵל הָאָרֶץ; יִרְעַם הַיָּם, וּמְלֹאוֹ                           | Que les cieux se réjouissent, et que la terre soit dans l’allégresse, que la mer retentisse avec tout ce qu’elle contient,             | Laetentur caeli et exultet terra commoveatur mare et plenitudo eius                                                         |
| 12     | יַעֲלֹז שָׂדַי, וְכָל-אֲשֶׁר-בּוֹ; אָז יְרַנְּנוּ, כָּל-עֲצֵי-יָעַר                        | Que la campagne s’égaie avec tout ce qu’elle renferme, que tous les arbres des forêts poussent des cris de joie,                       | Gaudebunt campi et omnia quae in eis sunt tunc exultabunt omnia ligna silvarum                                              |
| 13     | לִפְנֵי יְהוָה, כִּי בָא-- כִּי בָא, לִשְׁפֹּט הָאָרֶץ:יִשְׁפֹּט-תֵּבֵל בְּצֶדֶק; וְעַמִּים, בֶּאֱמוּנָתוֹ | Devant l’Éternel ! Car il vient, car il vient pour juger la terre ; il jugera le monde avec justice, et les peuples selon sa fidélité. | A facie Domini quia venit quoniam venit iudicare terram iudicabit orbem terrae in aequitate et populos in veritate sua      |

## Usages liturgiques

### Dans le judaïsme
Le psaume 96 est récité par les Juifs le premier jour de la fête de Souccot. 

### Dans le christianisme

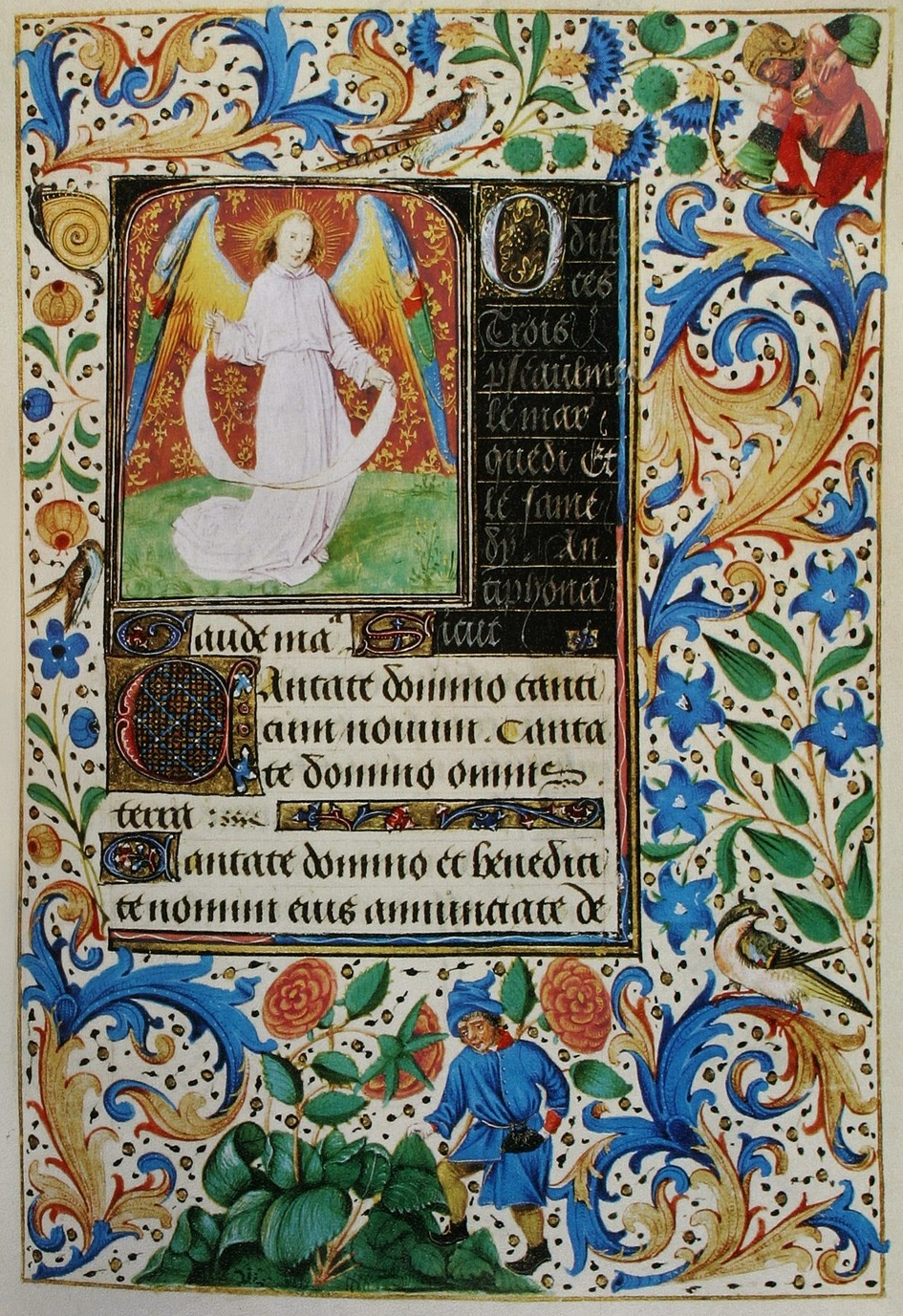
Début du Cantate Domino dans le livre d'heures de Marie de Bourgogne (1477)

#### Chez les catholiques
Auprès des monastères, ce psaume était traditionnellement exécuté lors de l'office de matines du vendredi, selon la distribution par ordre numérique de saint Benoît de Nursie,, établie vers 530. 
Le psaume 96 est actuellement chanté à la messe de la nuit de Noël l'année A. Il apparaît aussi au 2e dimanche de l'année A et au 29e de l'année C. Il est également chanté lors de la liturgie des Heures, le lundi matin de la troisième semaine.

## Mise en musique
- Claudio Monteverdi, Cantate Domino canticum novum
- Heinrich Schütz, en allemand, "Singet dem Herrn ein neues Lied", pour chœur, composition du Becker Psalter, SWV 194.
- Nicolas Bernier a composé le motet Cantate Domino (date inconnue)
- Jean Desfontaines a composé le motet Cantate Domino JeD .7 (date inconnue)
- Marc-Antoine Charpentier a composé en 1680 un Cantate Domino canticum novum, H.176
- Michel-Richard de Lalande a composé le motet Cantate Domino S55 (1699)
- Jean-Joseph Cassanéa de Mondonville a composé le motet Cantate Domino en 1742
- Arvo Pärt, Cantate Domino canticum novum (1977)